# Mărculești, Ialomița
Mărculești este o comună în județul Ialomița, Muntenia, România, formată numai din satul de reședință cu același nume.

## Așezare
Comuna se află în sud-estul județului, la limita cu județul Călărași, pe malul drept al râului Ialomița. Prin această comună trece șoseaua județeană DJ201, care o leagă spre nord-est de Săveni, Sudiți și Țăndărei (unde se termină în DN2A); și spre vest de Slobozia, Ciulnița, Ciochina și Coșereni (unde se termină în DN2). Din această șosea se ramifică la Mărculești șoseaua județeană DJ213A, care duce spre nord la Bucu (unde se intersectează cu DN2A) și Gheorghe Lazăr.

## Demografie
Componența etnică a comunei Mărculești
     Români (95,74%)
     Alte etnii (0,14%)
     Necunoscută (4,12%)
Componența confesională a comunei Mărculești
     Ortodocși (95,6%)
     Alte religii (0,21%)
     Necunoscută (4,19%)
Conform recensământului efectuat în 2021, populația comunei Mărculești se ridică la 1.433 de locuitori, în scădere față de recensământul anterior din 2011, când fuseseră înregistrați 1.505 locuitori. Majoritatea locuitorilor sunt români (95,74%), iar pentru 4,12% nu se cunoaște apartenența etnică. Din punct de vedere confesional, majoritatea locuitorilor sunt ortodocși (95,6%), iar pentru 4,19% nu se cunoaște apartenența confesională.

## Politică și administrație
Comuna Mărculești este administrată de un primar și un consiliu local compus din 11 consilieri. Primarul, Romeo-Sorin Ciriblan[*], de la Partidul Social Democrat, este în funcție din 2005. Începând cu alegerile locale din 2024, consiliul local are următoarea componență pe partide politice:
|  | Partid                          | Consilieri | Componența Consiliului | Componența Consiliului | Componența Consiliului | Componența Consiliului | Componența Consiliului | Componența Consiliului |
|  | ------------------------------- | ---------- | ---------------------- | ---------------------- | ---------------------- | ---------------------- | ---------------------- | ---------------------- |
|  | Partidul Social Democrat        | 6          |                        |                        |                        |                        |                        |                        |
|  | Partidul Național Liberal       | 3          |                        |                        |                        |                        |                        |                        |
|  | Alianța pentru Unirea Românilor | 2          |                        |                        |                        |                        |                        |                        |

## Istorie
La sfârșitul secolului al XIX-lea, comuna făcea parte din plasa Ialomița-Balta a județului Ialomița și era formată din satele Mărculești și Morile, și din cătunele Tutungiu, Cialâc, Scorduf și Movila Popii, cu 1087 de locuitori. În comună funcționau o biserică și o școală cu 55 de elevi (din care 13 fete). Anuarul Socec din 1925 consemnează comuna formată din satele Cealacu și Mărculești, în plasa Slobozia a aceluiași județ și având 1718 locuitori. În 1931, comuna avea în compunere satele Mărculești și Gura Văii.
În 1950, comuna a trecut la raionul Slobozia din regiunea Ialomița și apoi (după 1952) din regiunea București. În 1968, comuna Mărculești a revenit la județul Ialomița, reînființat, dar a fost desființată și inclusă în comuna Cosâmbești.
Comuna Mărculești fost reînființată în anul 2005, prin legea nr. 67 din 23 martie 2005, prin desprinderea satului Mărculești din comuna Cosâmbești.

## Monumente istorice
Două obiective din comuna Mărculești sunt incluse în lista monumentelor istorice din județul Ialomița ca monumente istorice de interes local. Unul este un sit arheologic ce cuprinde urmele unei așezări din secolele al IX-lea–al XI-lea, iar al doilea este biserica „Sfântul Nicolae”, datând din 1844 și clasificată ca monument de arhitectură.